# Церковь в Трэнитце
Деревенская церковь в Трэнитце (нем. Dorfkirche Thränitz) — протестантская деревенская церковь в районе Трэнитц (нем. Thränitz) города Гера, здание которой было построено в XVIII веке. Храм сочетает барочный стиль с элементами, свойственными для раннехристианских церквей.

## История и описание
Протестантская церковь в деревне Трэнитц (сегодня — район города Гера, Тюрингия) была построена в период с 1719 по 1722 год: её барочное здание имеет однонефную конструкцию, характерную для романской архитектуры церкви-предшественницы. Над квадратным хором расположена одноэтажная восьмигранная башня-колокольня с «фигурным» (нем. geschweifter) навесом-капюшоном. Уже после Первой мировой войны, в 1922 году, здание претерпело реконструкцию: на его северной и южной сторонах появились галереи-эмпоры, балочный потолок был расписан; в здании также появился алтарь в стиле классицизм, расположенный в свойственной для протестантских храмов манере — на одном уровне с церковной кафедрой. Сама кафедра расположена на южной стороне церковной «триумфальной арки» (нем. Triumphbogen) — поперечной стены перед хором, характерной для раннехристианской архитектуры. Сегодня в здании находится отремонтированный орган, созданный в 1850 году. В 2000 году неф здания церкви в Трэнитце был заново покрашен, а интерьер получил обновленные цвета: год спустя храм был заново оштукатурен снаружи, а перед этим его кирпичная кладка была отремонтирована; общий ремонт продолжался до 2004 года.